# Eridolius albilineatus
Eridolius albilineatus là một loài tò vò trong họ Ichneumonidae.